# Izbori za Europski parlament 2019. (Hrvatska)
Izbori za Europski parlament 2019. izbori su za predstavnike Hrvatske u Europskome parlamentu, koji su se održali 26. svibnja 2019. godine.
Hrvatska je birala 12 predstavnika. Izbori za zastupnike u Europskom parlamentu u svim zemljama Europske unije u pravilu se održavaju svakih pet godina, koliko traje zastupnički mandat. Glasači neposrednim glasovanjem biraju zastupnike europskog parlamenta. Prvi europski izbori u Hrvatskoj održali su se 14. travnja 2013. godine, prije hrvatskog pristupanja EU 1. srpnja iste godine. Zastupnicima koji su tada bili izabrani u Europski parlament, mandat je umjesto pet godina trajao godinu dana, jer su se idući europski izbori održali 2014. godine.
Cijela je Hrvatska bila jedna izborna jedinica, a glasači su odlučivali između 30 lista i preko 300 kandidata. Na izborima za Europarlament, bilo je moguće zaokruživanje i imena pojedinog kandidata s odabrane liste, tzv. preferencijalno glasovanje.

## Rezultati
██ Socijaldemokratska partija Hrvatske
██ Hrvatska demokratska zajednica
██ Hrvatska narodna stranka – liberalni demokrati
██ Amsterdamska koalicija
██ HDZ
██ SDP
██ Suverenisti
██ Amsterdamska koalicija
██ ŽZ
██ Most
██ HNS-LD
██ NL Marijana Petir
██ SDSS
██ NS-R
██ BM 365
██ Pametno

### Broj europarlamentarnih zastupnika
| Stranka                | Broj glasova | %      | Broj mandata |
| ---------------------- | ------------ | ------ | ------------ |
| HDZ                    | 244,076      | 22.72  | 4            |
| SDP                    | 200,976      | 18.71  | 4            |
| Hrvatski suverenisti   | 91,546       | 8.52   | 1            |
| NL Mislav Kolakušić    | 84,765       | 7.89   | 1            |
| Živi zid               | 60,847       | 5.66   | 1            |
| Amsterdamska koalicija | 55,806       | 5.19   | 1            |
| Most                   | 50,257       | 4.67   | 0            |
| NL Marijana Petir      | 47,358       | 4.40   | 0            |
| NHR-HSP                | 46,970       | 4.37   | 0            |
| Ostali                 | 191,353      | 17.87  | 0            |
| Ukupno                 | 1,073,954    | 100,00 | 12           |
| DIP                    |              |        |              |

## Izabrane liste i kandidati
| 6: HRAST - HKS - HSP AS - UHD | 9: HDZ                                                                            | 12: HSS - GLAS - IDS - HSU - PGS - D - HL-SR | 15: NLMK                     | 28: SDP                                                                                 | 33: ŽZ                   |
| ----------------------------- | --------------------------------------------------------------------------------- | -------------------------------------------- | ---------------------------- | --------------------------------------------------------------------------------------- | ------------------------ |
| Ruža Tomašić (HKS)            | Karlo Ressler (HDZ) Dubravka Šuica (HDZ) Tomislav Sokol (HDZ) Željana Zovko (HDZ) | Valter Flego (IDS)                           | Mislav Kolakušić (nezavisni) | Biljana Borzan (SDP) Tonino Picula (SDP) Predrag Fred Matić (SDP) Romana Jerković (SDP) | Ivan Vilibor Sinčić (ŽZ) |